# Bairro Judeu (Jerusalém)

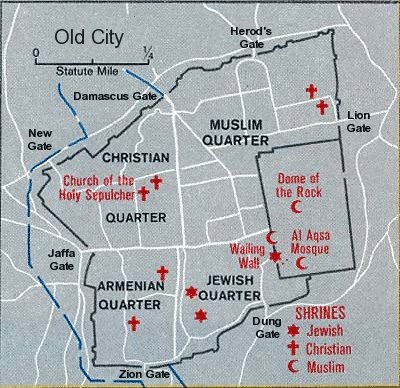
Mapa do Bairro Judeu da Cidade Antiga de Jerusalém

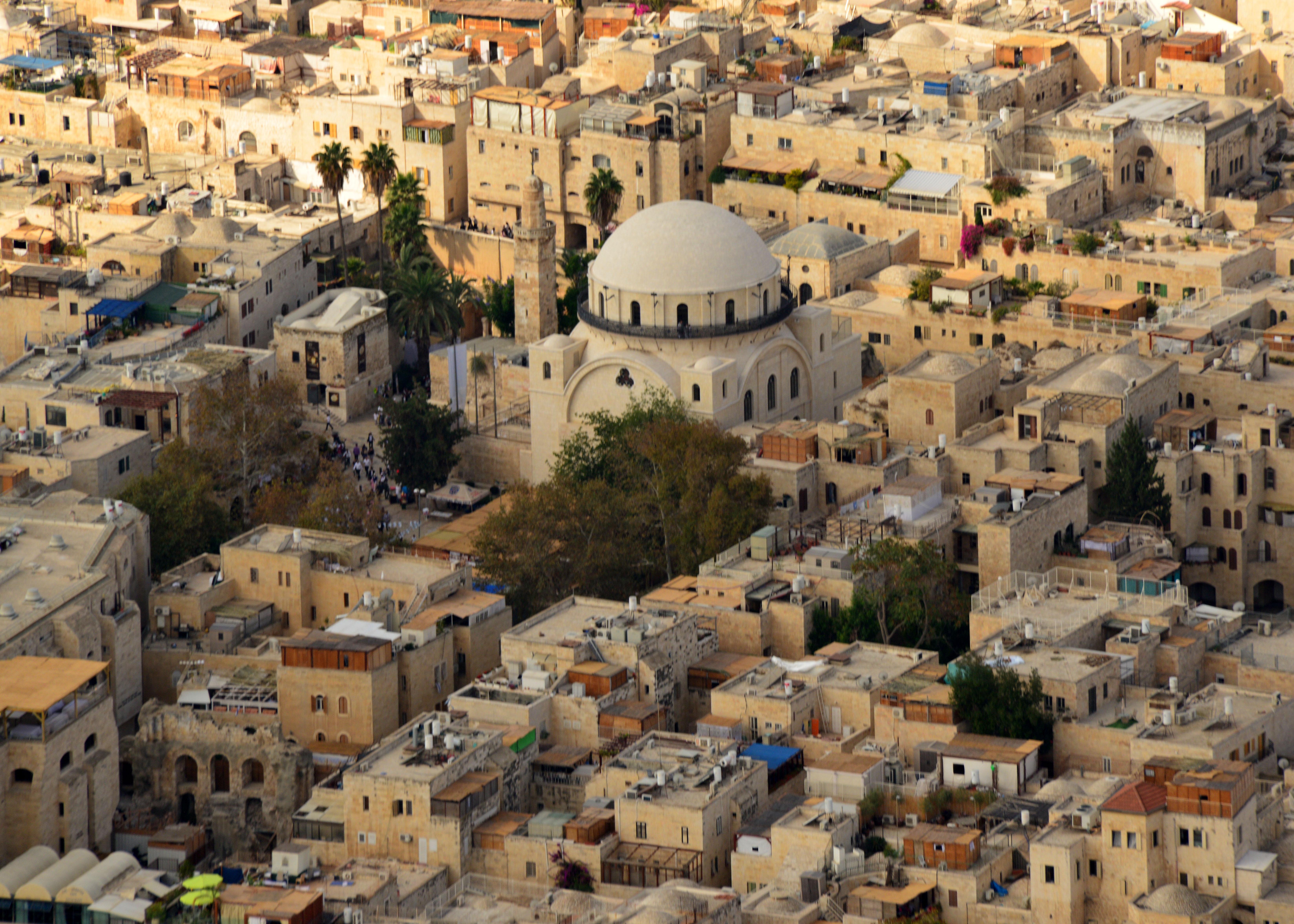
Sinagoga Hurva e a en (fechada desde a ocupação israelense em 1967), localizadas no Bairro Judeu da Cidade Antiga de Jerusalém

O Bairro Judeu (em hebraico: הרובע היהודי; romaniz.: HaRova HaYehudi ou simplesmente o Rova) é um dos quatro bairros tradicionais da Cidade Antiga em Jerusalém. Os 45 000 metros quadrados de área se encontram no setor sudeste da cidade murada, e se alonga desde o portão de Sião ao sul, junto ao Bairro Armênio a oeste, até ao Cardo ao norte e se estende até o Muro ocidental e ao Monte do Templo a leste.